# Айзельфінг
Айзельфінг (нім. Eiselfing) — громада в Німеччині, розташована в землі Баварія. Підпорядковується адміністративному округу Верхня Баварія. Входить до складу району Розенгайм.
Площа — 34,87 км². Населення становить 3176 ос. (станом на 31 грудня 2020).
Іґнац Ґюнтер - автор композиції «П'єта» в парафіяльному костелі святого Руперта, м. Айзельфінґ.